# No Surrender
"No Surrender" är en sång skriven av Bruce Springsteen och inspelade av honom på albumet Born in the USA 1984. Det är en rocklåt med högt tempo, som togs med på albumet på begäran av Steven Van Zandt, men har sedan ofta blivit önskad då Bruce Springsteen ger konsert, fast ofta med långsammare, akustiskt arrangemang. Den blev uppmärksammad världen över i samband med presidentvalet i USA 2004 då John Kerry,  Demokratiska partiets kandidat och ett Bruce Springsteen-fan, använde låten som signaturmelodi till sin valkampanj. Fastän den inte var en av hans topp 10-hit på albumet, tog sig "No Surrender" in på USA:s mainstreamrocklista, med topplaceringen # 40.

## Liveframträdanden
Under Born in the USA-turnén spelades sällan "No Surrender", och då det skedde användes en långsam version av låten, med akustisk gitarr och munspel i stället för hel orkester.
Låten spelades ofta under Bruce Springsteens återföreningsturné med E Street Band, The Rising Tour och senare turnéer, som Magic Tour. 2008 hade låten spelats live omkring 230 gånger.
Den ligger på Bruce Springsteens DVD London Calling: Live in Hyde Park, framförd med Brian Fallon från New Jersey-bandet The Gaslight Anthem.
| ” | Well we busted out of class Had to get away from those fools We learned more from a three-minute record Baby, than we ever learned in school | „ |

## Cover-versioner
2009 tolkade Jill Johnson från Sverige låten på cover-albumet Music Row II.